# Çerkes Reşit
Çerkes Reşit (pronunciat Txerkes Reixit) fou un guerriller turc fill d'un granger circassià d'Emre a la província de Bursa. Va néixer el 1869 segons unes fonts i el 1877 segons d'altres. Era el més gran de tres germans.
Va lluitar a Líbia i als Balcans, i aquí va arribar a comandant en cap adjunt del govern provisional de Tràcia occidental (setembre de 1913). Va ser després diputat per Saruhan a la darrera cambra otomana i a la primera nacionalista (establerta a Ankara). Després de la derrota del seu germà Çerkes Ethem a Kütahya el 29 de desembre de 1920, va fugir a Grècia (5 de gener de 1921) i poc després fou denunciat per l'assemblea com a traïdor i proscrit. Va quedar exclòs de l'amnistia establerta pel tractat de Lausana de 1923 (en total els exclosos foren 150). Després de viure un temps a Grècia, Alemanya i alguns països àrabs, es va establir a Amman a Jordània junt amb el seu germà Ethem.
El 1935 fou empresonat acusat de conspirar contra Ataturk. Va tornar a Turquia després de la victòria del Partit Democràtic el 1950, i va morir a Ankara el 1951.